# Deephaven
Deephaven är en stad i Hennepin County i Minnesota och en av de västra förorterna till Minneapolis. Vid 2010 års folkräkning hade staden 3 642 invånare.